# Vodice (Horvátország)
Vodice város és község Horvátországban Šibenik-Knin megyében.

## Fekvése
Šibenik központjától légvonalban 9, közúton 14 km-re nyugatra, Dalmácia középső részén, az Adriaparti főút (Jadranska magistrala) mentén, a Šibeniki-csatorna északnyugati végében, a tengerparton egy széles öbölben fekszik.

## A község települései
Közigazgatásilag Čista Mala, Čista Velika, Gaćelezi, Grabovci, Prvić Luka, Prvić Šepurine és Srima települések tartoznak hozzá.

## Története
A Vodicei-öbölben már a történelem előtti időben is állt település. Rakitnica, Mrdakovica, Pišća, Kamena és Okit ezek a város határában fekvő mai termékeny mezők egykor virágzó települések voltak, ahol emberek éltek és dolgoztak. A Vodicei mező már az ősidőkben is bővelkedett vizekben, földje termékeny volt, ideális hely a letelepedésre. Az itt előkerült számos lelet bizonyítja, hogy itt már a vaskor óta folyamatos élet folyt. A dragišići és velika mrdakovicai feltárások során az illírek liburn törzséhez tartozó település és temetőjének maradványai kerültek elő az i. e. 4. századból. A lelőhely alsó részén a nép által Ograđenicának nevezett vízgyűjtő ciszternát találtak, mely az esővizet összegyűjtve a lakosság ivóvíz szükségletét fedezte. Rakitnica mellett a Tri bunar nevű helyen római téglaégető kemence maradványait találták, közelében pedig egy római villagazdaság falai kerültek elő. A Srima-öbölben 5. – 6. századi ókeresztény bazilika alapfalai találhatók. A Vodice területén előkerült üvegtárgyakból az egész egykori Római Birodalom egyik legértékesebb gyűjteményét állították össze, mely mindenképpen jelentős településről árulkodik. Ezt a települést a legtöbb történész az Idősebb Plinius által is említett Arausával azonosítja. E szó jelentése vízforrás. A település idővel terjeszkedett, új lakók érkeztek, akik új kultúrákat is hoztak magukkal. Pusztulása valószínűleg a népvándorlással, a pogány avarok és szlávok érkezésével van összefüggésben.
A mai Vodice határában állt középkori települések Rakitnica, Mrdakovica, Pišća, Kamena és Okit istenfélő népe lakóhelyei közelébe templomokat emelt. Így építették fel Mrdakovice és Pišće lakói 1298-ban a Szent Illés templomot, melynek felszentelése azonban csak 1493-ban történt. A szomszédos Rakitnicát pedig már 1251-ben említik, mint a nevezetes Šubić család birtokát. Ebben az időben a mai város területe még gyéren lakott volt néhány házzal. Itt kötöttek ki a kereskedelmi hajók és itt volt a piac. A helyiek főként a terményeiket cserélték kézműves termékekre, használati tárgyakra. Vodice egy jelentős kinccsel is rendelkezett, itt állandóan volt ivóvíz. Így fejlődését elsősorban forrásainak köszönhette. A főterén álló kút nemcsak a vízvételezésre szolgált, de itt zajlott az áruk cseréje és a társadalmi élet is. Vodice első írásos említése 1402-ben történt. Ekkor még a Magyar Királyság része volt, 1412-ben azonban Dalmáciával együtt ez a terület is a Velencei Köztársaság uralma alá került. A mai Vodice központjának területén élő emberek akik messze kellett, hogy járjanak misére és rossz idő, vagy egyéb természeti csapások idején gyakran halottaikat is utolsó kenet nélkül kellett hogy eltemessék 1415-ben fogtak bele saját templomuk építésébe, melyet azonban egy birtokvita miatt egy időre abba kellett hagyniuk. A templomot végül 1421-ben szentelték fel Szent Kereszt tiszteletére. Már a 15. században elkezdődött a város védőfalainak építése, melynek három tornya volt. A falak nemcsak a lakosságot védték, hanem a városba érkezőket is ellenőrzés alatt tarthatták. Mivel a házak közvetlenül egymás mellé épültek az utcák szűkek voltak, éppen csak akkorák, hogy egy szekér elfért rajtuk. A kapuk előtt állt a bažan, ahol az érkezőknek a lovakat és fegyvereiket hagyniuk kellett. 1448-ban megalapították a rakitnicai Szent János plébániát ahova a mai Vodice területe is tartozott.
A török veszély közeledtére a velencei hatóságok rendeletére 1509-ben a Vodice feletti hegyre a Gradinára várat kezdtek építeni, melynek egy része máig is jó állapotban maradt fenn, más része viszont elpusztult. A vár építési munkálatainak idejéből maradt fenn egy feljegyzés egy bizonyos Mate Spironićról a šibeniki tüzérről, aki 1521-ben érkezett Gradinára és a környék népével együtt egész évben a vár építési munkálatain dolgozott. A török 1522-ben elfoglalta a közeli Skradint, ezzel a rakitnicai plébánia hívei a šibeniki püspökség igazgatása alá kerültek. Bár a török a falakkal jól védett települést nem támadta, a falakon kívüli mezőkön dolgozó és állatokat őrző lakosság szinte naponta szenvedett a török rajtaütésektől. Mivel féltek a mezőkre kimenni nagyon szegényesen éltek. Vodice csak 1564-ben lett önálló plébánia székhelye, ekkor Kamena, Okit és Pišća települések tartoztak hozzá. Amikor 1570-ben kiütött a török-velencei háború a velenceiek nagy erőket vezényeltek Šibenikből Gradina védelmére, de hiába. Rakitnicát és Gradinát már 1572-ben elfoglalta a török. A keresztény lakosság már korábban Vodice falai mögé menekült. Gradinát Velence többször is sikertelenül próbálta visszafoglalni, de a jól megerősített falakat nem tudta bevenni. Gradináról a török a Murtertől Šibenikig terjedő egész térséget ellenőrzése alatt tarthatta, sőt néhányszor még a Prvić-szigetet is megpróbálta elfoglalni. A török idők nem mindig csak harcokkal teltek és nem volt ritka az egymás mellett élő keresztény és muzulmán lakosok közötti barátság, sőt a házasság sem. 1646 körül a török erőteljes támadás intézett a még keresztény kézen levő Srima és Vodice ellen. A harcokban kimerült srimaiak Prvićre menekültek és a török elfoglalta falujukat. Ekkor Vodice védői nagy bajba kerültek, mivel az ellenség Rakitnica és Srima felől is támadhatta őket. Csak idő kérdése volt a város elesése. A prvić-szigeti Šepurine harcosai az éjszaka leple alatt hajókon a védők megsegítésére érkeztek. A török hajnalban négyezer harcossal támadott, de az utolsó órában megérkeztek a záraiak hajói és ágyútűzzel árasztották el a támadókat. A török támadás ereje megtört és a védők emberfeletti bátorságról tanúságot téve visszaverték azt. A lakosság helyzetét az is súlyosította, hogy 1649ben pestisjárvány pusztított a településen, melynek számos halálos áldozata volt. A teljes békét végül az 1699-es karlócai béke hozta el, amivel az élet visszatért a megszokott kerékvágásba.
A török veszély elmúltával a városfalakat és védőtornyaikat lebontották. A város közepén építették fel 1646-ban a Čorić tornyát (Čorićev turanj), ez azonban már nem védelmi célokat szolgált, hanem építtetőjének a gazdag šibeniki Fondra családnak a nyári palotája volt. Ma ez az egyetlen torony ami a városban még áll. A védőtornyok közül az utolsóra még az idős vodiceiek is emlékeznek, mert azt csak a II. világháború után bontották le. A városfalak lebontása után a város már a falakon kívül is kezdett terjeszkedni. A lakosság növekedni kezdett és a középkori Szent Kereszt templom már kicsinek bizonyult a hívek befogadására. Ezért új templom építése mellett döntöttek, melynek építése 1746-tól 1749-ig tartott. Építésze a neves barokk építőmester Giovanni Scocco volt. A templom melletti harangtornyot a dubrovniki Vicko Macanović építette. 1797-ben a Velencei Köztársaság megszűnésével a Habsburg Birodalom része lett. 1806-ban Napóleon csapatai foglalták el és 1813-ig francia uralom alatt állt. Napóleon bukása után ismét Habsburg uralom következett, mely az első világháború végéig tartott. Az első iskola 1846-ban épült a városban. 1885-ben megépült a Vodice – Mostine, a Vodice – Tisno út, valamint a Zatonra és Šibenikre vezető utak. 1886-ban megalapították a horvát olvasókört. Vodice miután elvált Tisnotól 1891-ben lett önálló község, mely akkor magában foglalta Dražice, Pišća, Okit, Rakitnica, Stajice, Vrbice és Tribunj településeket. A településnek 1857-ben 1335, 1910-ben 2771 lakosa volt. Az I. világháború után rövid ideig az Olasz Királyság, ezután a Szerb-Horvát-Szlovén Királyság, majd Jugoszlávia része lett. 1928-ra a népesség 2918 főre emelkedett. Lakossága 2001-ben 6116, 2011-ben 6755 fő volt.

## Lakosság
| Lakosság változása | Lakosság változása | Lakosság változása | Lakosság változása | Lakosság változása | Lakosság változása | Lakosság változása | Lakosság változása | Lakosság változása | Lakosság változása | Lakosság változása | Lakosság változása | Lakosság változása | Lakosság változása | Lakosság változása | Lakosság változása |
| ------------------ | ------------------ | ------------------ | ------------------ | ------------------ | ------------------ | ------------------ | ------------------ | ------------------ | ------------------ | ------------------ | ------------------ | ------------------ | ------------------ | ------------------ | ------------------ |
| 1857               | 1869               | 1880               | 1890               | 1900               | 1910               | 1921               | 1931               | 1948               | 1953               | 1961               | 1971               | 1981               | 1991               | 2001               | 2011               |
| 1.335              | 1.587              | 1.812              | 2.110              | 2.633              | 2.771              | 3.000              | 3.024              | 2.776              | 2.934              | 2.872              | 3.257              | 4.160              | 5.050              | 6.116              | 6.755              |

## Nevezetességei
- A temetőben áll Vodice régi Szent Kereszt plébániatemploma.[6] Ez volt az első templom a városban, melyet 1421-ben szenteltek fel. A templom alapvetően gótikus elemekkel (a hajó és az apszis csúcsíves boltozata, az apszis kis fülkéje) épült a korabeli szakrális népi építészet stílusában. A román-gótikus szenteltvíztartó egyedülálló a šibeniki püspökség területén. A gótikus külső jegyek a későbbi korok átépítései során mára eltűntek. A templomban ma már csak ritkán tartanak istentiszteletet, a nyári hónapokban galériaként működik.[7]
- A mai Szent Kereszt plébániatemplomot[8] 1746 és 1749 között építették barokk stílusban Giovanni Scocco a neves šibeniki építész tervei szerint. Eredetileg egy 1725-ben szintén Scocco által épített kápolna állt a mai szentély helyén, melyet templommá bővítettek. Ekkor épült a homlokzat a barokk kapuzattal és a rózsaablakkal, valamint az oldalfalak a barokk ovális ablakokkal. A szentélyben áll a Szent Keresztnek szentelt szépséges barokk főoltár. A Jézus Szíve és a Szentcsalád oltárok a 19. század közepén készültek, az oltárképek Eugenio Moretti - Larese velencei festőművész alkotásai. A templomot 1994 és 2007 között teljesen felújították. A harangtorony 1752 és 1772 között épült, építőmestere a ragusai Vicko Macanović volt. Alsó részén teljesen zárt, második emeletén minden oldalon két nagy íves ablak, felette három kisebb íves ablak látható, legfelül gúla alakú toronysisakban végződik. Három harang található benne. Felújítása 2007-ben történt.[7]
- A rakitnicai Keresztelő Szent János templomot[9] 1445-ben építették a Gradina nevű magaslatra. A templom a körülötte fekvő temetővel együtt sokáig romosan állt, de mára felújították. Egyhajós épület a homlokzata felett pengefalú harangtoronnyal. Ma már csak évente három alkalommal tartanak benne szentmisét.[7]
- A pišćai Szent Illés templomot már 1298-ban említik. Felszentelése 1493-ban volt Szent Illés próféta tiszteletére. Az egykori Pišća falu temploma volt. Ovális fallal van kerítve, melyen belül régi temető maradványai látszanak. Eléggé elhanyagolt állapotban állt, felújítása 2005-ben történt. Évente csak egyszer, július 30-án tartanak benne szentmisét.[7]
- A 135 méter magas Okit-hegyen álló templomot 1590 és 1660 között építették a vodiceiek a Kármelhegyi Szűzanya tiszteletére. 1909-ben negyven Ausztráliába kivándorolt volt vodicei lakos költségén a hegy lábától keresztutat építettek a templomig. 1942-ben az olasz megszállók lerombolták. A háború után a kommunista hatóságok sokáig nem engedték újjáépíteni. Végül 1967-ben a régi helyén építették fel a mai templomot. 1991 őszén a szerb hadsereg tüzérsége rommá lőtte. A háború után Nikola Bašić zárai építész tervei szerint újjáépítették.[7]
- Čorić tornyát[10] 1646-ban építtette a gazdag šibeniki Fondra család. Szakértők feltételezik, hogy az épület alapjai már a 15. század első felében megépültek és ezt építették át a 17. században az új tulajdonosok saját céljaikra nyári rezidenciának. Az épület déli falán látható címer alapján valószínűsíthető, hogy korábban Hyeronimus Saracen tulajdona is volt. A moreai háború idején a török elleni védelem miatt magas falakkal látták el és ekkor építették rá emeleti részeit, ahol a lakosság is védelmet találhatott. Ma ez az egyetlen toronyépület a városban, melynek középkori erődfalaiból és tornyaiból mára semmi sem maradt.
- A város feletti Gradina nevű magaslaton a rakitnicai Szent János templom közelében még láthatók a 16. században épített vár romjai.[11]  A várat a török elleni védelem céljából 1509-ben kezdték építeni. 1572-ben elfoglalta a török és innen ellenőrizte a térség megszállt településeit. A vár a 17. század végén a moreai háború során pusztult el, azóta rom.

## Turizmus
Vodice kedvelt turisztikai célpont Horvátországban. A lakosság fele turizmussal foglalkozik. Mivel tengerparti település, ezért sok strand, hotel, apartman, étterem található itt. Vodicének számos, hosszan elnyúló aprókavicsos és kavicsos partja van. Híres az éjszakai életéről és az Adriai-tenger élővilágát bemutató akváriumáról. Kiránduló hajók indulnak kikötőjéből a Kornati Nemzeti Parkba.

## Éjszakai élet
Nyári szezonban a Šibenik felé vezető a 8-as főút mellett működik a híres diszkó, a Hacienda Night Club.

## Híres emberek
Vodice az ismert horvát drámaíró, Ivo Brešan szülővárosa.

## Galéria
- Vodicei sétány
- A belváros szűk utcái
- A plébániatemplom harangtornya
- Kikötői sétány
- Esti látkép
- Kikötői részlet
- A kikötő látképe
- Belvárosi utca
- A strand